# Grand Prix Formule 1 van Rusland 2014
De Grand Prix Formule 1 van Rusland 2014 werd gehouden op 12 oktober 2014 op het Sochi Autodrom in Sotsji. Het was de zestiende race van het kampioenschap. Het was tevens de eerste keer dat de race onderdeel is van het Formule 1-kampioenschap, en de eerste keer sinds 1914 dat er een Grand Prix in Rusland werd georganiseerd.

## Wedstrijdverslag

### Achtergrond

#### DRS-systeem
Voor het DRS-systeem werden twee detectiepunten gebruikt voor twee DRS-zones. Het detectiepunt voor de eerste zone lag voor bocht 1, waarna na deze bocht het systeem mocht worden gebruikt. Het tweede detectiepunt lag voor bocht 10, waarna na deze bocht het systeem mocht worden gebruikt. Wanneer een coureur bij deze detectiepunten binnen een seconde achter een andere coureur reed, mocht hij zijn achtervleugel open zetten.

#### Marussia
Tijdens de vorige race crashte Marussia-coureur Jules Bianchi zwaar en kwam hierdoor in het ziekenhuis terecht, waar bij hem een diffuse axonale beschadiging werd vastgesteld. Marussia had oorspronkelijk testrijder Alexander Rossi aangesteld als vervanger, maar voorafgaand aan de eerste vrije training maakte het team bekend dat enkel Max Chilton de race zou rijden.

### Kwalificatie
Lewis Hamilton behaalde voor Mercedes zijn zevende pole position van het seizoen, voor teamgenoot Nico Rosberg. Valtteri Bottas kwam in zijn Williams dicht bij de tijd van Hamilton, maar maakte in de laatste bocht een fout, waardoor hij genoegen moest nemen met de derde startplaats. Het McLaren-duo Jenson Button en Kevin Magnussen eindigde als vierde en zesde, met de verrassende Toro Rosso-coureur Daniil Kvjat tussen hen in. Daniel Ricciardo kwalificeerde zich voor Red Bull als zevende, voor de Ferrari's van Fernando Alonso en Kimi Räikkönen. De laatste positie in de top 10 ging naar Jean-Éric Vergne in zijn Toro Rosso.
Nico Hülkenberg, Pastor Maldonado, Kevin Magnussen en Max Chilton kregen alle vier een straf van vijf startplaatsen omdat de versnellingsbak van hun auto gewisseld was.

### Race
De race werd gewonnen door Lewis Hamilton, die zijn negende overwinning van het seizoen behaalde. Zijn teamgenoot Nico Rosberg werd tweede, ondanks een ongeplande pitstop in de eerste ronde. Mercedes behaalde met de behaalde punten van de Hamilton en Rosberg het constructeurskampioenschap in 2014; ondanks dat er nog drie races te gaan waren dit jaar was het team niet meer in te halen. Valtteri Bottas kon goed meekomen met Rosberg, maar werd uiteindelijk derde. De McLarens van Jenson Button en Kevin Magnussen eindigden op de vierde en vijfde plaats, terwijl Fernando Alonso na een lang gevecht met Daniel Ricciardo als zesde eindigde. Sebastian Vettel reed voor de uittredende constructeurskampioen Red Bull naar de achtste plaats in de race. De laatste punten gingen naar Kimi Räikkönen en Force India-coureur Sergio Pérez.

## Vrije trainingen
- Er wordt enkel de top 5 weergegeven.

| Vrije training 1 | Pos | No | Coureur          | Constructeur      | Tijd     |
| ---------------- | --- | -- | ---------------- | ----------------- | -------- |
| Vrije training 1 | 1   | 6  | Nico Rosberg     | Mercedes          | 1:42.311 |
| Vrije training 1 | 2   | 44 | Lewis Hamilton   | Mercedes          | 1:42.376 |
| Vrije training 1 | 3   | 22 | Jenson Button    | McLaren-Mercedes  | 1:42.507 |
| Vrije training 1 | 4   | 14 | Fernando Alonso  | Ferrari           | 1:42.720 |
| Vrije training 1 | 5   | 20 | Kevin Magnussen  | McLaren-Mercedes  | 1:43.026 |
| Vrije training 2 | Pos | No | Coureur          | Constructeur      | Tijd     |
| Vrije training 2 | 1   | 44 | Lewis Hamilton   | Mercedes          | 1:39.630 |
| Vrije training 2 | 2   | 20 | Kevin Magnussen  | McLaren-Mercedes  | 1:40.494 |
| Vrije training 2 | 3   | 14 | Fernando Alonso  | Ferrari           | 1:40.504 |
| Vrije training 2 | 4   | 6  | Nico Rosberg     | Mercedes          | 1:40.542 |
| Vrije training 2 | 5   | 77 | Valtteri Bottas  | Williams-Mercedes | 1:40.573 |
| Vrije training 3 | Pos | No | Coureur          | Constructeur      | Tijd     |
| Vrije training 3 | 1   | 44 | Lewis Hamilton   | Mercedes          | 1:38.726 |
| Vrije training 3 | 2   | 6  | Nico Rosberg     | Mercedes          | 1:39.016 |
| Vrije training 3 | 3   | 77 | Valtteri Bottas  | Williams-Mercedes | 1:39.097 |
| Vrije training 3 | 4   | 3  | Daniel Ricciardo | Red Bull-Renault  | 1:39.755 |
| Vrije training 3 | 5   | 19 | Felipe Massa     | Williams-Mercedes | 1:39.954 |

Testcoureurs:
 Sergej Sirotkin (Sauber-Ferrari, P17)
 Roberto Merhi (Caterham-Renault, P19)

## Kwalificatie
| Pos                 | No | Coureur           | Constructeur         | Q1       | Q2       | Q3       | Grid |
| ------------------- | -- | ----------------- | -------------------- | -------- | -------- | -------- | ---- |
| 1                   | 44 | Lewis Hamilton    | Mercedes             | 1:38.759 | 1:38.338 | 1:38.513 | 1    |
| 2                   | 6  | Nico Rosberg      | Mercedes             | 1:39.076 | 1:38.606 | 1:38.713 | 2    |
| 3                   | 77 | Valtteri Bottas   | Williams-Mercedes    | 1:39.125 | 1:38.971 | 1:38.920 | 3    |
| 4                   | 22 | Jenson Button     | McLaren-Mercedes     | 1:39.560 | 1:39.381 | 1:39.121 | 4    |
| 5                   | 26 | Daniil Kvjat      | Toro Rosso-Renault   | 1:40.074 | 1:39.296 | 1:39.277 | 5    |
| 6                   | 20 | Kevin Magnussen   | McLaren-Mercedes     | 1:39.735 | 1:39.022 | 1:39.629 | 11   |
| 7                   | 3  | Daniel Ricciardo  | Red Bull-Renault     | 1:40.519 | 1:39.666 | 1:39.635 | 6    |
| 8                   | 14 | Fernando Alonso   | Ferrari              | 1:40.255 | 1:39.786 | 1:39.709 | 7    |
| 9                   | 7  | Kimi Räikkönen    | Ferrari              | 1:40.098 | 1:39.838 | 1:39.771 | 8    |
| 10                  | 25 | Jean-Éric Vergne  | Toro Rosso-Renault   | 1:40.354 | 1:39.929 | 1:40.020 | 9    |
| 11                  | 1  | Sebastian Vettel  | Red Bull-Renault     | 1:40.382 | 1:40.052 |          | 10   |
| 12                  | 27 | Nico Hülkenberg   | Force India-Mercedes | 1:40.273 | 1:40.058 |          | 17   |
| 13                  | 11 | Sergio Pérez      | Force India-Mercedes | 1:40.723 | 1:40.163 |          | 12   |
| 14                  | 21 | Esteban Gutiérrez | Sauber-Ferrari       | 1:41.159 | 1:40.536 |          | 13   |
| 15                  | 99 | Adrian Sutil      | Sauber-Ferrari       | 1:40.766 | 1:40.984 |          | 14   |
| 16                  | 8  | Romain Grosjean   | Lotus-Renault        | 1:42.526 | 1:41.397 |          | 15   |
| 17                  | 9  | Marcus Ericsson   | Caterham-Renault     | 1:42.648 |          |          | 16   |
| 18                  | 19 | Felipe Massa      | Williams-Mercedes    | 1:43.064 |          |          | 18   |
| 19                  | 10 | Kamui Kobayashi   | Caterham-Renault     | 1:43.166 |          |          | 19   |
| 20                  | 13 | Pastor Maldonado  | Lotus-Renault        | 1:43.205 |          |          | 21   |
| 21                  | 4  | Max Chilton       | Marussia-Ferrari     | 1:43.649 |          |          | 20   |
| 107% tijd: 1:45.672 |    |                   |                      |          |          |          |      |

## Race
| Pos | No | Coureur           | Constructeur         | Rondes | Tijd/Oorzaak uitval | Grid | Punten |
| --- | -- | ----------------- | -------------------- | ------ | ------------------- | ---- | ------ |
| 1   | 44 | Lewis Hamilton    | Mercedes             | 53     | 1:31:50.744         | 1    | 25     |
| 2   | 6  | Nico Rosberg      | Mercedes             | 53     | +13.657             | 2    | 18     |
| 3   | 77 | Valtteri Bottas   | Williams-Mercedes    | 53     | +17.425             | 3    | 15     |
| 4   | 22 | Jenson Button     | McLaren-Mercedes     | 53     | +30.234             | 4    | 12     |
| 5   | 20 | Kevin Magnussen   | McLaren-Mercedes     | 53     | +53.616             | 11   | 10     |
| 6   | 14 | Fernando Alonso   | Ferrari              | 53     | +1:00.016           | 7    | 8      |
| 7   | 3  | Daniel Ricciardo  | Red Bull-Renault     | 53     | +1:01.812           | 6    | 6      |
| 8   | 1  | Sebastian Vettel  | Red Bull-Renault     | 53     | +1:06.185           | 10   | 4      |
| 9   | 7  | Kimi Räikkönen    | Ferrari              | 53     | +1:18.877           | 8    | 2      |
| 10  | 11 | Sergio Pérez      | Force India-Mercedes | 53     | +1:20.067           | 12   | 1      |
| 11  | 19 | Felipe Massa      | Williams-Mercedes    | 53     | +1:20.877           | 18   |        |
| 12  | 27 | Nico Hülkenberg   | Force India-Mercedes | 53     | +1:21.309           | 17   |        |
| 13  | 25 | Jean-Éric Vergne  | Toro Rosso-Renault   | 53     | +1:37.295           | 9    |        |
| 14  | 26 | Daniil Kvjat      | Toro Rosso-Renault   | 52     | +1 ronde            | 5    |        |
| 15  | 21 | Esteban Gutiérrez | Sauber-Ferrari       | 52     | +1 ronde            | 13   |        |
| 16  | 99 | Adrian Sutil      | Sauber-Ferrari       | 52     | +1 ronde            | 14   |        |
| 17  | 8  | Romain Grosjean   | Lotus-Renault        | 52     | +1 ronde            | 15   |        |
| 18  | 13 | Pastor Maldonado  | Lotus-Renault        | 52     | +1 ronde            | 21   |        |
| 19  | 9  | Marcus Ericsson   | Caterham-Renault     | 51     | +2 ronden           | 16   |        |
| DNF | 10 | Kamui Kobayashi   | Caterham-Renault     | 21     | Remmen              | 19   |        |
| DNF | 4  | Max Chilton       | Marussia-Ferrari     | 9      | Ophanging           | 20   |        |

## Standen na de Grand Prix

### Coureurs
| Positie | Nummer | Rijder           | Team              | Punten |
| ------- | ------ | ---------------- | ----------------- | ------ |
| 1       | 44     | Lewis Hamilton   | Mercedes          | 291    |
| 2       | 6      | Nico Rosberg     | Mercedes          | 274    |
| 3       | 3      | Daniel Ricciardo | Red Bull-Renault  | 199    |
| 4       | 77     | Valtteri Bottas  | Williams-Mercedes | 145    |
| 5       | 1      | Sebastian Vettel | Red Bull-Renault  | 143    |

### Constructeurs
| Positie | Nummers | Team              | Rijders                           | Punten |
| ------- | ------- | ----------------- | --------------------------------- | ------ |
| 1       | 6 44    | Mercedes          | Nico Rosberg Lewis Hamilton       | 565    |
| 2       | 1 3     | Red Bull-Renault  | Sebastian Vettel Daniel Ricciardo | 342    |
| 3       | 19 77   | Williams-Mercedes | Felipe Massa Valtteri Bottas      | 216    |
| 4       | 7 14    | Ferrari           | Kimi Räikkönen Fernando Alonso    | 188    |
| 5       | 20 22   | McLaren-Mercedes  | Kevin Magnussen Jenson Button     | 143    |